# Paope
Koordinaten: 58° 57′ N, 22° 25′ O
Paope ist ein Dorf (estnisch küla) in der Landgemeinde Hiiumaa (2013 bis 2017: Landgemeinde Hiiu, davor Landgemeinde Kõrgessaare) auf der zweitgrößten estnischen Insel Hiiumaa (deutsch Dagö).

## Beschreibung und Geschichte
Paope (deutsch Paopä) hat 41 Einwohner (Stand 31. Dezember 2011).
Der Ort liegt an der gleichnamigen Ostsee-Bucht (Paope laht), vier Kilometer südwestlich des Dorfes Kõrgessaare.
Paope wurde 1565 unter dem Namen Paounpä by erstmals urkundlich erwähnt.